# Харовский историко-художественный музей
Харовский историко-художественный музей — муниципальное бюджетное учреждение культуры «Харовский историко-художественный музей», которое разместилось в здании по улице Ленинградская, дом 7 в городе Харовске Харовского района Вологодской области.

## История
В соответствии с постановлением бюро Харовского райкома КПСС 1 ноября 1967 года в городе Харовске был создан краеведческий музей. Основой для первых экспонатов учреждения стали дары Степана Михайловича Морозова — основателя и первого директора музея. Переданная им коллекция нумизматики, картин, этнографии составляла около 500 единиц хранения.
В 1973 году Григорий Николаевич Рябов был назначен директором музея и стал активно заниматься поиском и пополнением новых экспонатов. Многие жители города в то время передали в фонд учреждения предметы старины и быта.
До конца 1980-х годов XX века Харовский краеведческий музей размещался в здании бывшей аптеки по улице Советская, 9. Так как помещения музея пришли в аварийное состояние, то учреждение было закрыто и не осуществляло свою деятельность на протяжении десяти лет. Коллекции переданы на хранение частично в Художественно-оформительскую мастерскую при районном Доме культуры и в Вологодский государственный историко-архитектурный и художественный музей-заповедник.
В августе 1999 года в районной газете «Призыв» появился приказ о создании организационного совета по возрождению в Харовске краеведческого музея. В октябре 2000 года учреждение приняло первых посетителей. Музей стал размещаться в здании бывшего кинотеатра по улице Свободы, 20. Учреждение стало юридическим лицом.
В 2012 году, в связи с аварийным состоянием здания кинотеатра, вновь потребовался переезд в особняк на улице Ленинградская, 7. В настоящее время учреждение осуществляет свою деятельность, принимает посетителей, действуют постоянные экспозиции и выставки, активно наполняются фонды.

## Экспозиция
В настоящее время Харовский историко-художественный музей бережно хранит историю города, проводит экскурсии по экспозициям: «ремесла района», «археология и жизнь харовчан в мирное время и годы Великой Отечественной войны». Выставочные залы «История города Харовска», «Археологические раскопки и находки», «Быт и ремесла района», «Выставочный», «Харовчане — защитники Отечества», «Ими гордятся харовчане» составляют основу экспозиции музея. 
В одном из залов широко представлена коллекция археологических раскопок поселения Боровикова. На основе книги В. И. Белова «Лад» организована экспозиция «Русская изба», которая повествует о многовековых традициях народного труда и быта.
Выставка «Жизнь и творчество В. И. Белова» оформлена в виде рабочего кабинета писателя, по аналогии его кабинета в родном доме в деревне Тимониха Харовского района. Здесь собраны и представлены личные вещи писателя, его рукописи, а также портреты близких ему людей. Коллектив музея предлагает туристам воспользоваться туристическим маршрутом «Дорога к дому» от Харовска до Тимонихи. В ходе такого мероприятия гостей ознакомят с традициями и бытом северной деревни, покажут места, связанные с жизнью и творчеством писателя.
В музее хранятся работы художника-харовчанина, дважды лауреата Государственной премии А. Ф. Пахомова. Постоянно в залах выставляются картины молодых и именитых художников России.